# HD 60853
HD 60853，又名BD-07 2065，SAO 134883、HR 2920，是一颗恒星，视星等为6.27，位于銀經225.5，銀緯6.04，其B1900.0坐标为赤經7h 31m 26.7s，赤緯-8° 6.04′ 23″。